# ザ・シールド (プロレス)
ザ・シールド（The Shield）はアメリカ合衆国のプロレス団体WWEのプロレスラーのユニットである。

## メンバー
- ディーン・アンブローズ（Dean Ambrose）
- セス・ロリンズ（Seth Rollins）
- ロマン・レインズ（Roman Reigns）

## サポートメンバー
2017年に再結成した際ロマン・レインズがおたふく風邪により欠場を余儀なくされたため数名のスーパースターがレインズの代わりにアンブローズ、ロリンズと共に試合を行った。
- トリプルH

2017年のヨーロッパツアー時において。
- カート・アングル

TLC2017およびヨーロッパツアーにおいて。
- AJスタイルズ

TLC直後のRAW通常回において。また前日のTLCでは、同じく感染症で欠場したブレイ・ワイアットの代わりにフィン・ベイラーとの試合をしていた。

## 来歴

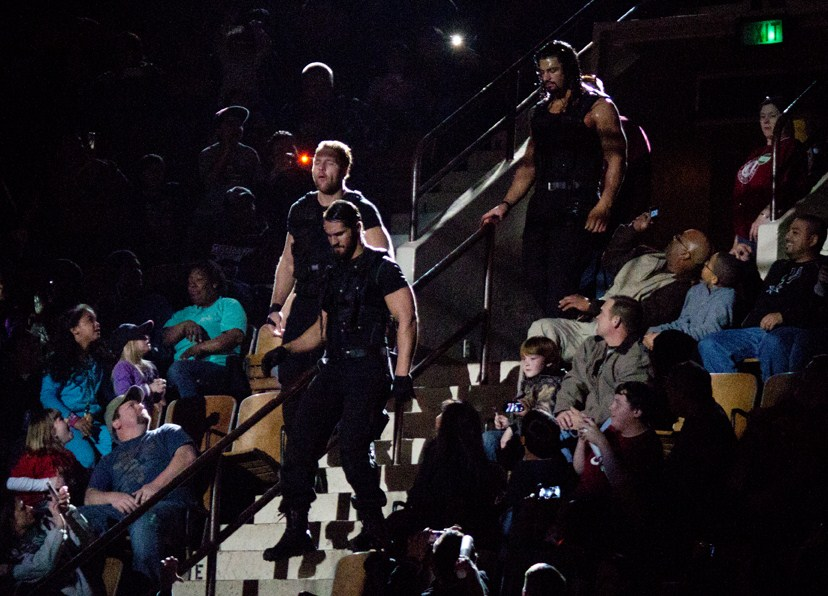
入場シーン

NXT所属であったアンブローズ、ロリンズ、レインズによって結成された。また結成以前にトリプルスレットマッチで対戦したことがある。
2012年11月に行われたサバイバー・シリーズでは、WWE王者であるCMパンク対ジョン・シナ、ライバックのトリプルスレットマッチが行われた。試合の最中、突如として警備員の制服を着たアンブローズ、ロリンズ、レインズがライバックを強襲し、その隙にCMパンクはシナからフォールを奪い、王座の防衛に成功した。さらに翌日のRAWにおいても、ライバックに奇襲した。翌週のRAWではインタビューに対し、CMパンクやポール・ヘイマンとは無関係であること、自分たちはWWEにおける不義を正す存在であることを述べ、正義の番犬（The hounds of justice）を自認し、ユニット名をザ・シールドとした。彼らはライバックを襲った理由について、CMパンクがライバックに前回PPVのヘル・イン・ア・セルで既に勝利しているにもかかわらず王座戦を行わされたことや、祝勝会を妨害したことが不義にあたるためだと説明。その後、怪我をしているCMパンクと敵対するケイン、ダニエル・ブライアン、ザ・ミズを攻撃の対象とした。また、前PPVでCMパンクの勝利に貢献したブラッド・マドックスと試合をしたランディ・オートンを強襲し負傷させた（オートンが肩を負傷していたためのアングルである）。またその後、すべてをパンクの王座を守ろうとするポール・ヘイマンの命で動いていたことが判明する。
その後、CMパンクの怪我を受けて、TLCにおいて、ライバック＆チーム・ヘル・ノー（ケイン＆ダニエル・ブライアン）対ザ・シールドの変則TLC戦（ピンフォールかタップアウトでのみ決着する）が執り行われることが決定した。試合では、1対1ではライバック達に押されるものの、数人がかりでは相手を圧倒する試合内容を見せる。最後はライバックを孤立させ、その隙にブライアンをフォールして、勝利を収めた。
TLC後のSmackDownでは、バックステージでレイ・ミステリオを、試合後のシン・カラを襲って両者を負傷させた（シン・カラが膝を故障していたことによるアングルである）。さらに、ブラッド・マドックスの対戦相手であるブローダス・クレイを強襲するなど、ベビーフェイスを襲うヒールチームとして活動し人気を獲得。各番組での6人タッグマッチの機会が増え、レッスルマニア29等で勝利を挙げ続ける（6人タッグマッチを含めほぼ無敗）。
さらには、抗争の末に、エクストリーム・ルールズにおいてロリンズとレインズがタッグ王座、アンブローズがUS王座を獲得した。
2013年6月には初めて6人タッグ戦に敗れる（相手はブライアン、ケイン、オートン）も続く戦いで王座は防衛。
次いで、クリスチャンと、タッグ王座戦で戦うウーソズにも敗れるなど、様々な相手と抗争し、劣勢になることもあったが王座戦ではすべて反則含め（主にアンブローズ）防衛していた。
8月には権力者であるトリプルHの組織オーソリティー側につき、護衛隊とまで呼ばれた。
その後、10月のRAWにてタッグ王座をローデス兄弟に奪われ、試合中やスキットなどで何度も不和の原因になるような事態が起きているが、結束は固く、チームワークで強敵からの勝利を重ねていく。また、11月のサバイバー・シリーズにおけるイリミネーション戦ではリアル・アメリカンズと組み、レインズ一人で4人の敵を破る健闘を見せ勝利している。
12月からはCMパンクとの抗争を開始しPPVのTLCでは3対1のハンデ戦にもかかわらず敗れてしまうが、その後何度も6人タッグ戦（パンクの仲間はウーソズ等）を行い連勝したり、それぞれパンクと1対1で試合をしたりしている。
徐々に仲間内で、口論や自身のエゴを主張するかのようなシーンが増え、2014年1月のロイヤルランブルでは仲間同士で落としあったあげく最終的にレインズがロリンズとアンブローズをまとめて脱落させている。その後、PPVWWEエリミネーション・チェンバーにて、ワイアット・ファミリーとの対戦し敗北すると、翌週以降ももめ事が続き、仲間割れ寸前になったが最終的に結束。
再結束後、ケインに合体パワーボムを見舞いオーソリティーと決別、4月のレッスルマニア30の翌日のRAWにて、オーソリティーメンバーがダニエル・ブライアンへ集団攻撃している所に救出に駆けつけベビーターン。代表してレインズが「かつて自分たちはトリプルHの言いなりだったが今はそうではない」宣言しエボリューションとの抗争を始め、PPVエクストリーム・ルールズでは勝利したが、トリプルHの権力を利用したヒール勢からの攻撃などによりRAWやスマックダウンでの戦いでは苦戦を強いられる。
6月1日のPPVペイバックにてエボリューションに完全勝利した（敗者脱落のイリミネーション戦で自分たちが脱落者を出すことなく勝利）。しかし翌2日のRAWにて、エボリューションとの対峙の際、突然ロリンズが手にしていたイスでレインズ、アンブローズをめった打ちにすると、トリプルHの横に立ちオートンが2人をさらにいたぶる場面を傍観しトリプルH側に寝返りユニットは分裂した。
ロリンズの離脱後もレインズとアンブローズは共闘を続けたが、後にレインズは空位になったWWE世界ヘビー級王座を目標にし、アンブローズはトリプルH側に寝返ったロリンズとの個人抗争に入ったためユニットとしての活動は縮小し、6月下旬では、実況陣が（ロリンズ以外に）元シールドと言ったり、解散したなどとも実況した。
2016年のサバイバー・シリーズでは、メインイベントのRaw対SmackDownによるエリミネーション方式の10人タッグマッチにレインズとロリンズがRaw、アンブローズがSmackDown側で出場。アンブローズは同じチームではあるものの抗争中で犬猿の仲であったAJスタイルズと仲間割れを起こし、早期に敗退する。試合終盤、スタイルズの前に再びアンブローズが現れ乱闘に発展すると、レインズとロリンズがアンブローズに加勢。スタイルズを実況席へのトリプルパワーボムでKOし、僅かな間ではあったが3人が再び共闘した。
2017年10月2日のRAWのラストでインターコンチネンタル王座戦で当時の王者だったザ・ミズに敗れただけでなく彼とシェイマス＆セザーロによってシールドの代名詞だったトリプルパワーボムをくらい、シールドポーズを見せつけられて落ち込んでいたレインズの前にアンブローズとロリンズが現れ、無言ながら再結成の可能性を露わにした。翌週のRAWでミズTVのセグメント中にレインズが登場、リング上からミズがレインズを貶すマイクパフォーマンスを繰り広げたが、その直後にアンブローズとロリンズが登場。ここにシールドが再結成された。
再結成後、同22日のTLCを前にレインズがおたふく風邪で半月の間欠場となったが11月13日のRAWで復帰（レインズ不在時は、TLCではカート・アングルが、ハウスショーではトリプルHがいずれも代打出場した）。同19日のサバイバー・シリーズでニュー・デイに勝利したり、翌日のRAWで行われたインターコンチネンタル王座戦でレインズがザ・ミズに雪辱を果たして王座獲得をする等、RAWの主力軍団として活躍を続けていたが、12月20日のRAWのアンブローズ&ロリンズ&ジェイソン・ジョーダンVSサモア・ジョー&THE BAR戦でアンブローズが右腕を抑えるアクシデントが発生。さらに試合後の廊下でジョーの体当たりでアンブローズの右腕が完全に負傷し（これについては長期欠場のためのアングル）、検査の結果、右上腕三頭筋腱断裂と判明。その手術のため長期離脱となり、シングル中心でチームとしては活動休止に近い状態となっていたが、2018年8月にアンブローズがハウスショーで復帰を果たすと同20日のRAWで前日のサマースラムにおいてWWEユニバーサル王座を獲り、フィン・ベイラーを退けたレインズの前にブラウン・ストローマンが現れて襲撃し、持っていたマネー・イン・ザ・バンクを行使しようとしたところにアンブローズとロリンズが乱入。3人でストローマンを蹴散らしてシールドの活動再開となった。しかし、10月22日のRAWでレインズが自らのマイクで白血病再発を告白し、WWEユニバーサル王座の返上と休養を発表、その日のメインイベントでロリンズとアンブローズはRAWタッグ王座を戴冠したが、その直後アンブローズがロリンズを強襲。レインズは治療のため長期欠場、ロリンズとアンブローズはアンブローズのヒールターンに伴い個人間抗争に入り、シールドは再び瓦解状態となった。
瓦解状態となったまま2019年を迎えたが、2月25日のRAWの冒頭で長期休養中だったレインズが登場、寛解状態まで回復したとして復帰を表明。翌週のRAW冒頭でレインズがロリンズをリングに呼び出し、シールドの再結成を希望するとロリンズも了承。レインズはさらにアンブローズを呼び出すが、登場したアンブローズをアライアスが急襲、結局アンブローズはコメントを発する事無くバックステージへ戻った。レインズとロリンズが各々バックステージでアンブローズのもとを訪れるも、アンブローズは「チームを組むことはできない」と再結成を拒否。同日、アンブローズはアライアスとの試合に臨むも敗戦。試合後のリングにレインズとロリンズが現れ、シールド再結成を促すもその説得を無視して去るが、レインズとロリンズは直後にバロン・コービン、ボビー・ラシュリー、ドリュー・マッキンタイアの3人の襲撃を受ける。その状況を見たアンブローズがリングへ戻って2人を救出。2度目のシールド再結成と同時に3月10日のファストレーンのメインでシールドはコービン&ラシュリー&マッキンタイアと6人タッグで対戦する事となった。ファストレーンはトリプルパワーボムでレインズがコービンから3カウントを奪い、直後に3人で抱き合う姿が見られた。
4月8日のRAW放送終了後、リングにシールドの3名が登場し、同月をもってWWEを退団するアンブローズへ別れを告げ、同16日のスマックダウンのスーパースターシェイクアップでレインズが同番組に移籍した事でシールドは6年半にわたる活動に終止符を打った。それを記念して現地同21日にWWEネットワークで「The Shield’s Final Chapter」が生配信された。

## 入場曲
- Special Op - ジム・ジョンストン作曲。イントロの台詞はNATOフォネティックコードを使用して"S.H.I.E.L.D.（Sierra Hotel India Echo Lima Deltaの頭文字を取ったもの） Shield"と言っている。[10]

## 得意技

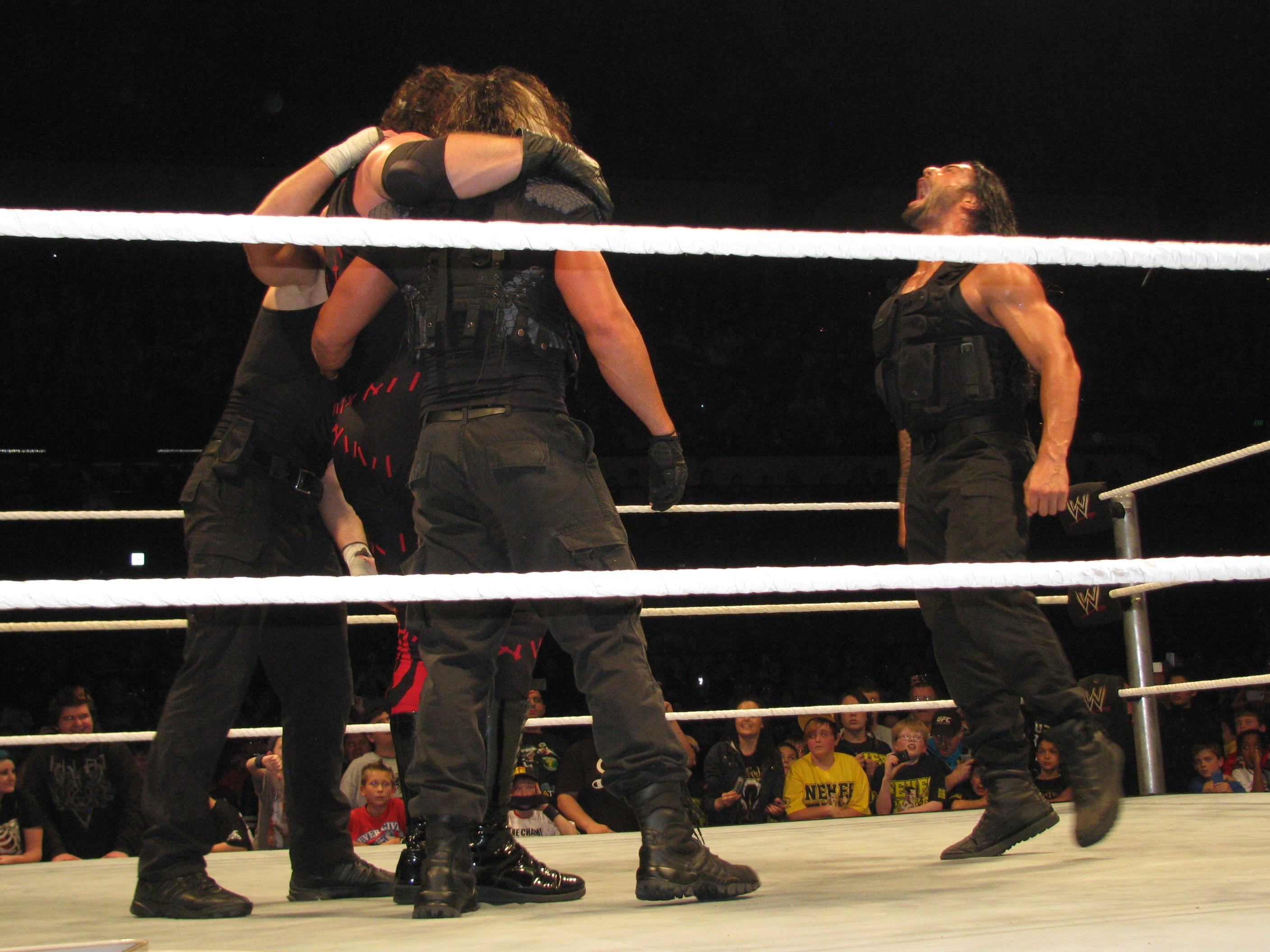
トリプルパワーボム
アンブローズとロリンズが相手の脇に首を入れてアトミック・ドロップの形で高々と相手を持ち上げて、レインズが相手の脚を抱えて、三人がかりで叩き落とすトリプル・パワーボム。レインズが「WOW！」と一声上げてから抱えるのが特徴的。実況ではトリプル・パワーボムと呼ばれることもある。また、ロリンズが倒れる中、アンブローズが相手の背後からアトミック・ドロップの形で相手の背中を高々と持ち上げ、レインズは相手の脚を抱えて2人で相手を叩き落とすこともある。